# Caroline Stoll
Caroline Stoll (* 4. November 1960) ist eine ehemalige US-amerikanische Tennisspielerin.

## Karriere
Caroline Stoll gewann auf der WTA Tour insgesamt drei Titel. 1981, als sie 21 Jahre alt war, beendete sie ihre Karriere und ging zur Rutgers University.

## Turniersiege

### Einzel
| Nr. | Datum              | Turnier       | Kategorie          | Belag             | Finalgegnerin    | Ergebnis  |
| --- | ------------------ | ------------- | ------------------ | ----------------- | ---------------- | --------- |
| 1.  | 17. September 1978 | Montreal      | WTA Colgate Series | Hartplatz (Halle) | Françoise Dürr   | 6:3, 6:2  |
| 2.  | 5. November 1978   | Buenos Aires  | WTA Colgate Series | Sand              | Emilse Raponi    | 6:3, 6:2  |
| 3.  | 28. Mai 1979       | Berlin (West) | WTA Colgate Series | Sand              | Regina Maršíková | 7:64, 6:0 |